# 西哈羅站
西哈羅站（英語：West Harrow tube station）是倫敦地鐵的車站之一，位於倫敦西北部哈羅。西哈羅站是大都會線鄂克斯橋支線的車站，開通於1913年11月17日，位於倫敦第5收費區。